# Liste der Biografien/Wolt
Liste der Biografien |
Portal Biografien |
Personensuche
# |
A |
B |
C |
D |
E |
F |
G |
H |
I |
J |
K |
L |
M |
N |
O |
P |
Q |
R |
S |
T |
U |
V |
W |
X |
Y |
Z |
?
 
Wa |
Wc |
Wd |
We |
Wh |
Wi |
Wj |
Wl |
Wn |
Wo |
Wr |
Ws |
Wt |
Wu |
Ww |
Wy |
Wz
 
Woa |
Wob |
Woc |
Wod |
Woe |
Wof |
Wog |
Woh |
Woi |
Woj |
Wok |
Wol |
Wom |
Won |
Woo |
Wop |
Wor |
Wos |
Wot |
Wou |
Wov |
Wow |
Wox |
Woy |
Woz
 
Wola |
Wolb |
Wolc |
Wold |
Wole |
Wolf |
Wolg |
Wolh |
Woli |
Wolj |
Wolk |
Woll |
Wolm |
Woln |
Wolo |
Wolp |
Wolr |
Wols |
Wolt |
Wolv |
Woly |
Wolz
Die Liste der Biografien führt alle Personen auf, die in der deutschsprachigen Wikipedia einen Artikel haben. Dieses ist eine Teilliste mit 199 Einträgen von Personen, deren Namen mit den Buchstaben „Wolt“ beginnt.

## Wolt

### Wolta
- Woltaer, Johann Christian (1744–1815), deutscher Rechtswissenschaftler

### Wolte
- Wolte, Wolfgang (1931–2020), österreichischer Diplomat
- Woltemade, Nick (* 2002), deutscher Fußballspieler
- Woltemath, Uwe (1956–2022), deutscher Politiker (FDP, parteilos), MdBB
- Wolter, Albert (1893–1977), deutscher Immobilienmakler und Projektentwickler
- Wolter, Allan Bernard (1913–2006), US-amerikanischer Ordensgeistlicher und Philosoph
- Wolter, Andrä (* 1950), deutscher Erziehungswissenschaftler
- Wolter, Andreas (* 1966), deutscher Pianist, Organist, Musikproduzent, Musikpädagoge und Komponist
- Wolter, Benjamin (* 1990), deutscher Webvideoproduzent und Entertainer
- Wolter, Birthe (* 1981), deutsche SchauspielerinBirthe Wolter (* 1981)

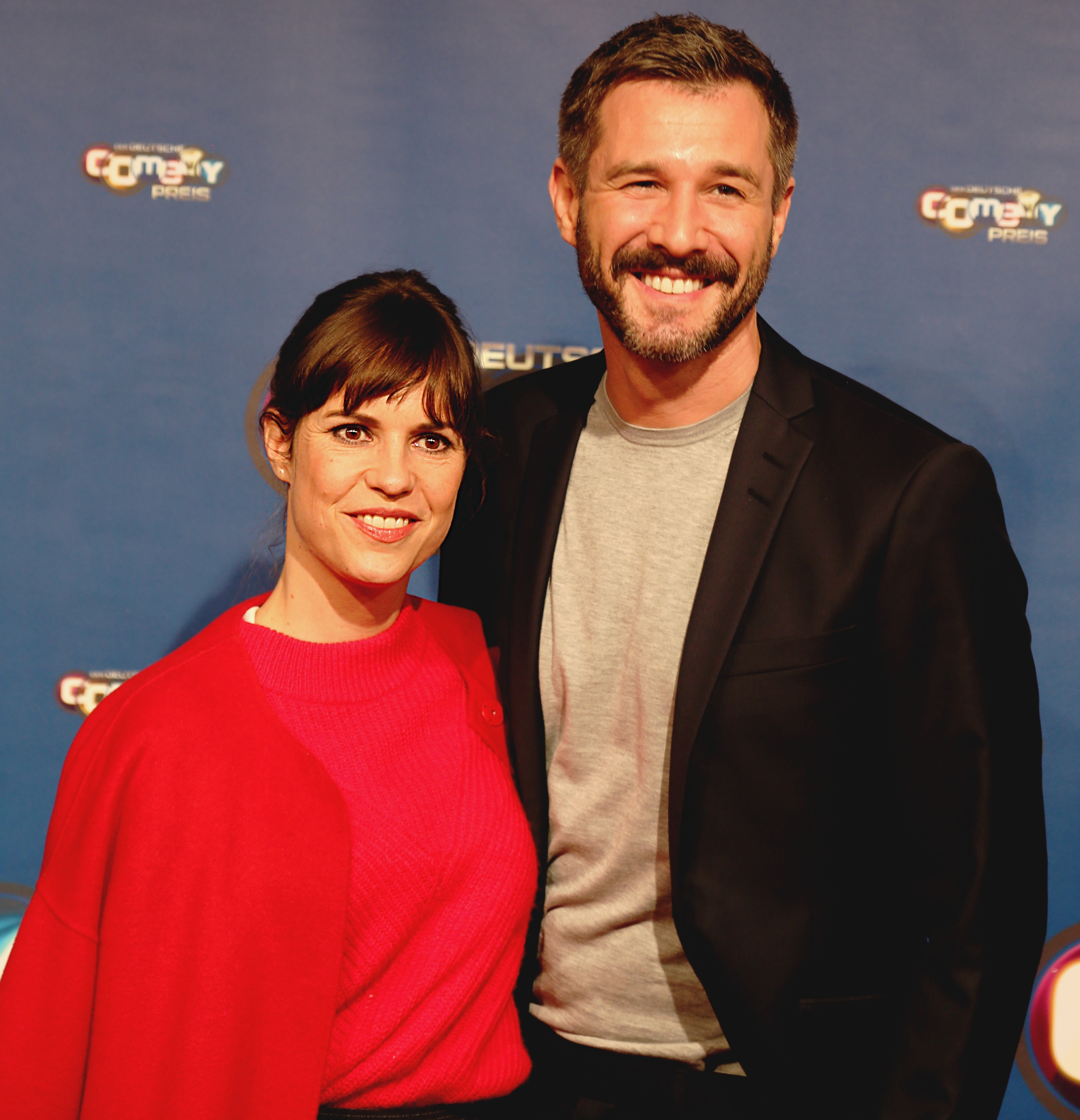
Birthe Wolter (* 1981)

- Wolter, Charlotte (1834–1897), deutsch-österreichische Schauspielerin
- Wolter, Christian (* 1972), deutscher Museologe, Sporthistoriker und Autor
- Wolter, Christine (* 1939), deutsche Schriftstellerin
- Wolter, Clemens (1875–1955), deutscher Maler
- Wolter, Constanze (* 1965), deutsche Volleyballspielerin
- Wolter, Dennis (* 1990), deutscher Webvideoproduzent und Entertainer
- Wolter, Detlef (1933–2002), deutscher Komponist
- Wolter, Detlev (* 1957), deutscher Diplomat
- Wolter, Dietmar (* 1941), deutscher Chirurg, Unfallchirurg und Erfinder
- Wolter, Ernst (1886–1967), Todesopfer an der innerdeutschen Grenze
- Wolter, Franz (1865–1932), deutscher Maler und Kunstschriftsteller
- Wolter, Gerd (* 1939), deutscher Ruderer
- Wolter, Gerd (1942–2019), deutscher Schauspieler, Autor und Kommunalpolitiker
- Wolter, Gerhard Andrejewitsch (1923–1998), russlanddeutscher Schriftsteller und Journalist
- Wolter, Gundula (* 1951), deutsche Modehistorikerin

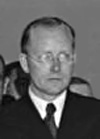
Rudolf Wolters (1903–1983)

- Wolter, Gustav (1899–1967), deutscher Politiker (SPD)
- Wolter, Gustav-Adolf (1906–1997), deutscher Sachbuchautor
- Wolter, Hans (1910–1984), deutscher römisch-katholischer Theologe
- Wolter, Hans (1911–1978), deutscher Physiker
- Wolter, Hans-Jürgen (1941–2019), deutscher Rechtsanwalt und Politiker (SPD), MdL
- Wolter, Henner (* 1944), deutscher Rechtswissenschaftler
- Wolter, Henning (* 1964), deutscher Jazz-Pianist und Komponist
- Wolter, Hilde (1898–1946), deutsche Stummfilmschauspielerin
- Wolter, Horst (* 1935), deutscher Landwirt und Politiker (SED)
- Wolter, Horst (* 1942), deutscher FußballtorhüterHorst Wolter (* 1942)

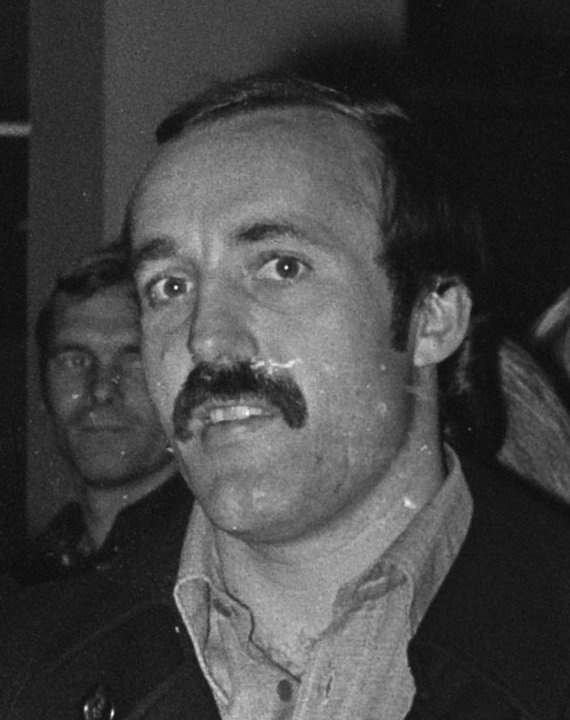
Horst Wolter (* 1942)

- Wolter, Horst Erich (1906–1984), deutscher Typograf, Gebrauchsgrafiker und Buchgestalter
- Wolter, Jean (1926–1980), luxemburgischer Politiker, Mitglied der Chamber und MdEP
- Wolter, Johann (1665–1721), Jurist und Ratsherr der Hansestadt Lübeck
- Wolter, Jonas (* 1997), deutscher Eishockeyspieler
- Wolter, Judith (* 1978), deutsche Juristin, Fraktionsvorsitzende der Bürgerbewegung Pro-Köln
- Wolter, Jupp (1917–1993), deutscher Karikaturist und Illustrator
- Wolter, Jürgen (1938–2013), deutscher evangelischer Theologe und Pfarrer
- Wolter, Jürgen (* 1943), deutscher Jurist, Richter am Bundesarbeitsgericht
- Wolter, Jürgen (* 1943), deutscher Rechtswissenschaftler
- Wolter, Karl (1879–1963), deutscher Manager
- Wolter, Karl (1894–1959), deutscher Fußballspieler
- Wolter, Katrin (* 1983), deutsche Schauspielerin
- Wolter, Kerstin (* 1986), deutsche Politikerin (Die Linke)Kerstin Wolter (* 1986)

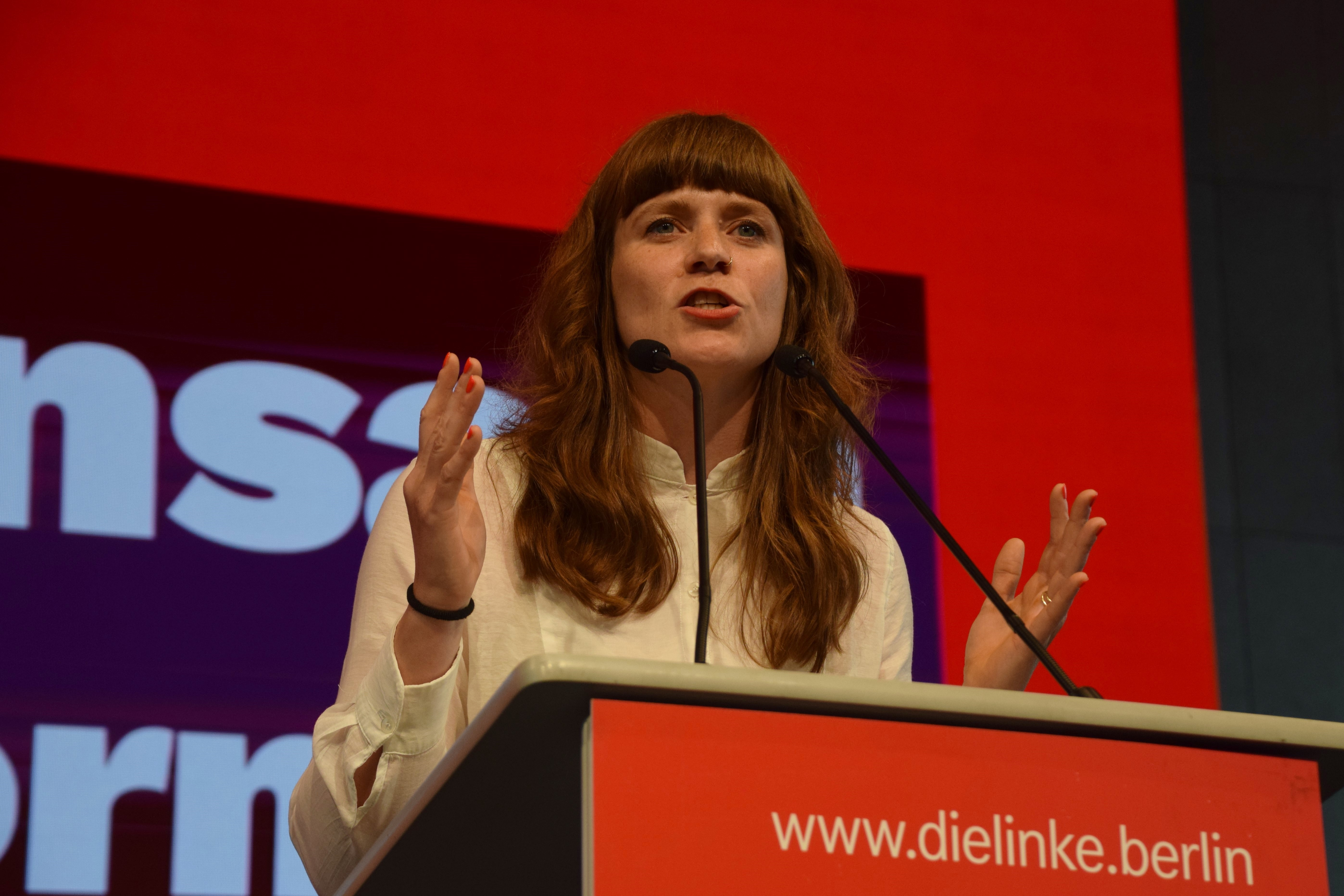
Kerstin Wolter (* 1986)

- Wolter, Lucius (* 1979), deutscher Sänger, Schauspieler und Musicaldarsteller
- Wolter, Manfred (1938–1999), deutscher Autor und Drehbuchautor
- Wolter, Marcus (* 1968), deutscher Fernsehproduzent und Unternehmer
- Wolter, Martin (* 1980), deutscher Politiker (Die Linke), MdHB
- Wolter, Maurus (1825–1890), deutscher Ordensgeistlicher und Theologe, Erzabt von Beuron
- Wolter, Max (* 2002), deutscher Schauspieler, Regisseur und Drehbuchautor
- Wolter, Michael (* 1950), deutscher evangelischer Theologe und Neutestamentler
- Wolter, Michel (* 1962), luxemburgischer Politiker (CSV), Mitglied der Chambre
- Wolter, Mirko (* 1976), deutscher Speedwayfahrer
- Wolter, Pascal (* 1975), deutscher Badmintonspieler
- Wolter, Peter (1947–2018), deutscher Journalist und Agent der DDR-Staatssicherheit
- Wolter, Pia-Sophie (* 1997), deutsche Fußballspielerin
- Wolter, Placidus (1828–1908), deutscher Geistlicher, Benediktiner und Abt
- Wolter, Rainer (* 1959), deutscher Koch
- Wolter, Ralf (1926–2022), deutscher Schauspieler und Synchronsprecher
- Wolter, Richard (* 1963), deutscher Hockey-Schiedsrichter
- Wolter, Sebastian (* 1977), deutscher Freestyle-Motocrosser
- Wolter, Stefan Stadtherr (* 1967), deutscher Historiker und AutorStefan Stadtherr Wolter (* 1967)

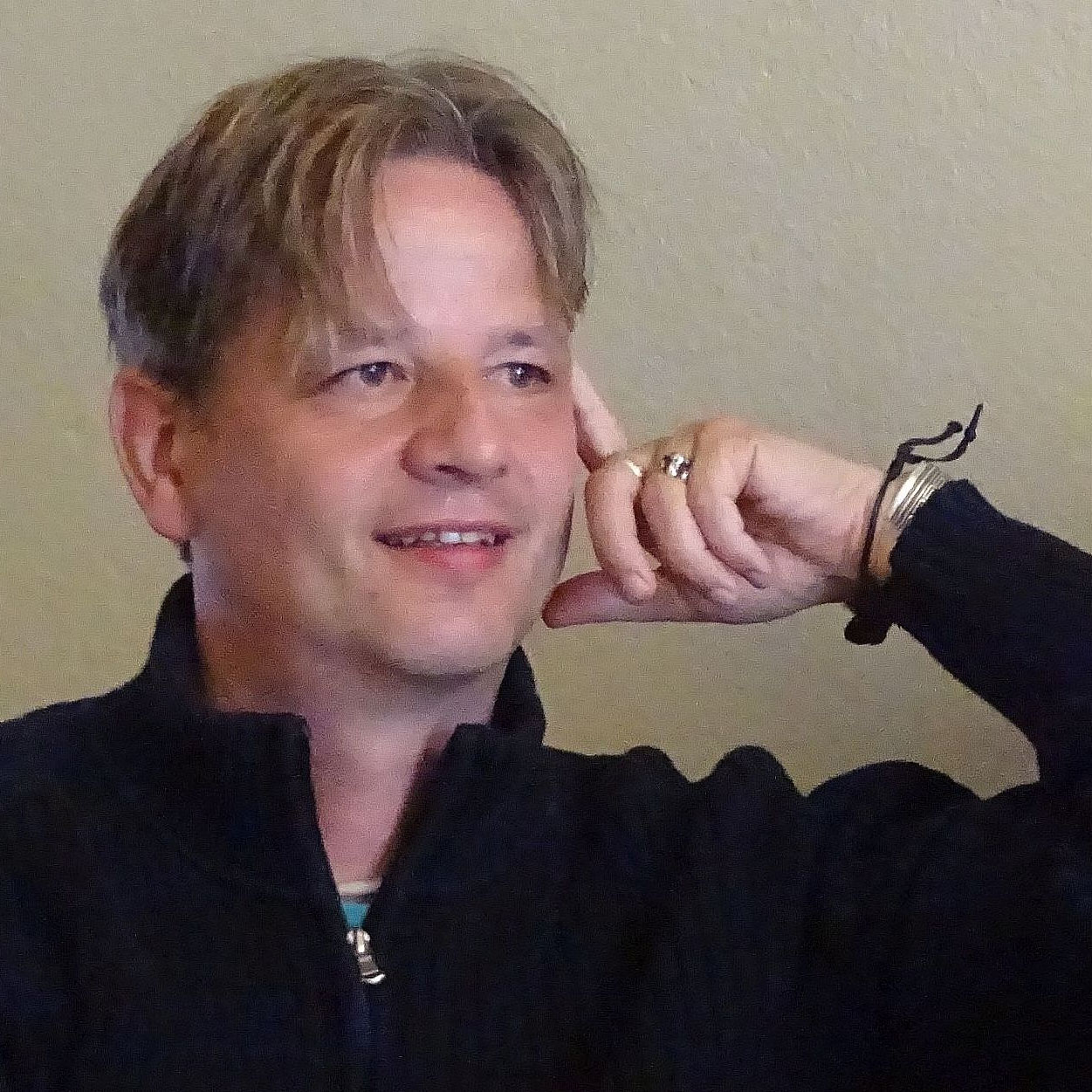
Stefan Stadtherr Wolter (* 1967)

- Wolter, Thomas (* 1963), deutscher Fußballspieler und -trainer
- Wolter, Toni (1875–1929), deutscher Landschaftsmaler der Düsseldorfer Schule
- Wolter, Udo (1939–1993), deutscher Rechtshistoriker
- Wolter, Ursula (* 1966), deutsche Autorin
- Wolter, Waldemar (1908–1947), deutscher Lagerarzt in mehreren Konzentrationslagern
- Wolter, Werner (* 1926), deutscher DBD-Funktionär, MdV
- Wolter, Wilfried (* 1948), deutscher Politiker (CDU)
- Wolter, Willi (1907–1969), deutscher SS-Hauptsturmführer
- Wolter, Wolfgang (1946–2005), deutscher Schauspieler
- Wolter, Wolfgang (* 1957), deutscher Fußballspieler
- Wolter-Pecksen, Otto (1882–1954), deutscher KZ-Arzt und SS-Sturmbannführer
- Wolter-Peeksen, Releff (* 1913), deutscher Politiker (FDP)
- Wolter-Seevers, Renate (1959–2022), deutsche Tonmeisterin und Musikproduzentin bei Radio Bremen
- Wolter-von dem Knesebeck, Harald (* 1964), deutscher Kunsthistoriker
- Wolterbeek, Jan Isaac (1773–1853), niederländischer Mediziner
- Woltereck, Christoph (1686–1735), deutscher Beamter und Dichter
- Woltereck, Friedrich August Andreas (1797–1866), deutscher Opernsänger (Bass)
- Woltereck, Richard (1877–1944), deutscher Zoologe
- Woltering, Clara (* 1983), deutsche HandballspielerinClara Woltering (* 1983)

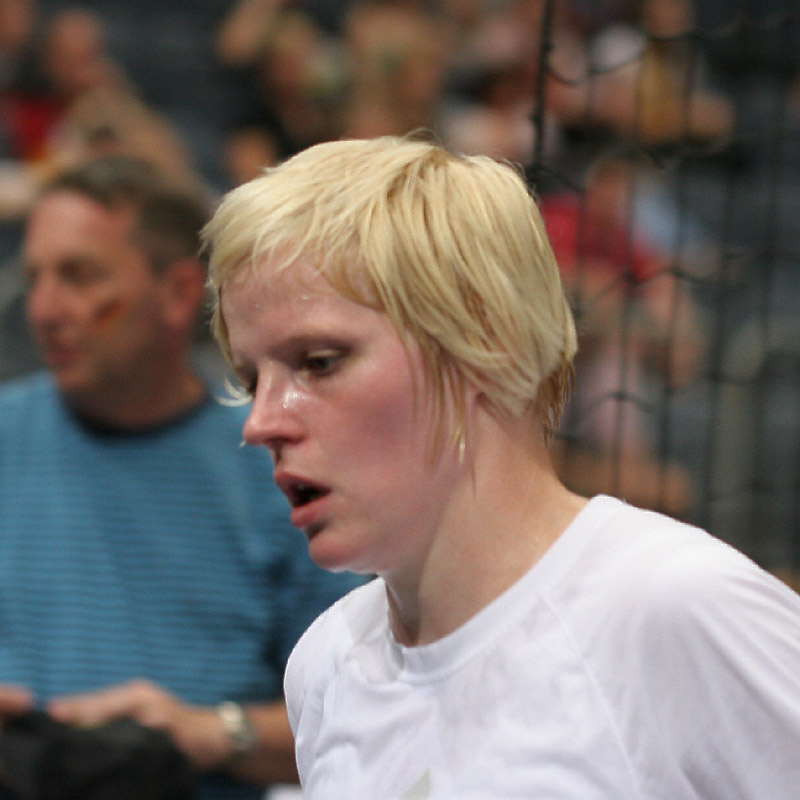
Clara Woltering (* 1983)

- Wolterink, Jörn (* 1984), deutscher Handballspieler
- Wolters, Adolf (1891–1962), Direktor im Landesfürsorgeverband Westfalen
- Wolters, Albrecht (1822–1878), deutscher Theologe
- Wolters, Alfred (1884–1973), deutscher Kunsthistoriker
- Wolters, Alois (1914–1978), deutscher Kommunalpolitiker (FDP)
- Wolters, Andreas Christian (1770–1827), deutscher Jurist und Politiker
- Wolters, August (1903–1990), deutscher Gewerkschafter und Politiker (CDU), MdL, rheinland-pfälzischer Landesminister
- Wolters, Carl (1817–1886), deutscher Brauereiunternehmer
- Wolters, Carsten (* 1969), deutscher Fußballspieler
- Wolters, Christian (1912–1998), deutscher Kunsthistoriker und Restaurator
- Wolters, Christian Albrecht (1716–1799), deutscher Kanzleidirektor zu Oldenburg
- Wolters, Coen, niederländischer Gitarrist
- Wolters, Cordt († 1591), Ratsherr der Hansestadt Lübeck und Unteradmiral der Lübecker Flotte
- Wolters, Corinna (* 1968), deutsche Journalistin und Fernsehmoderatorin
- Wolters, Doris (* 1952), deutsche Schauspielerin, Hörspiel- und Hörbuchsprecherin
- Wolters, Eugène (1844–1905), niederländisch-belgischer Maler
- Wolters, Franz, deutscher Syndikus und Politiker
- Wolters, Frederick (1904–1990), US-amerikanischer Hockeyspieler
- Wolters, Friedrich (1876–1930), deutscher Historiker, Dichter und Übersetzer
- Wolters, Friedrich (* 1942), deutscher Architekt und Stadtplaner
- Wolters, Fritz H. (1905–1981), deutscher Hochschullehrer und Baubeamter
- Wolters, Geo (1866–1943), deutscher Marinemaler
- Wolters, Georg (1861–1933), deutscher Tier- und Jagdmaler und Illustrator
- Wolters, Gereon (* 1944), deutscher Philosoph
- Wolters, Gereon (* 1966), deutscher Jurist und Hochschullehrer
- Wolters, Gottfried (1910–1989), deutscher Chorleiter und KomponistGottfried Wolters (1910–1989)

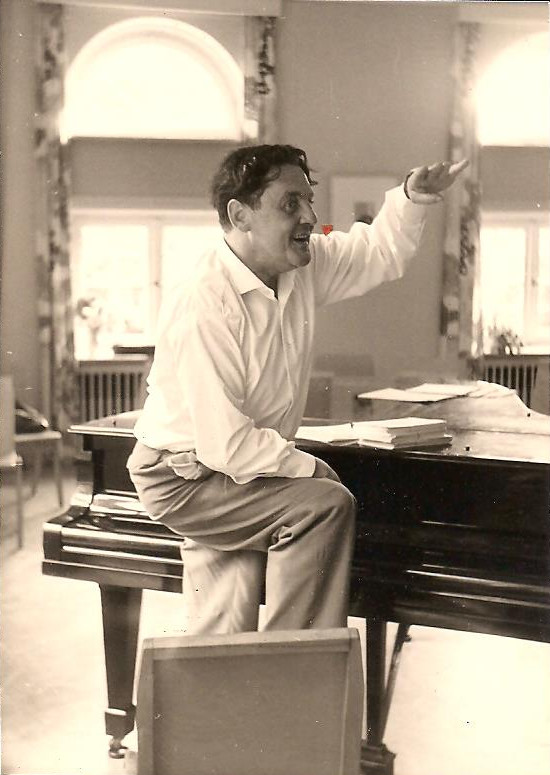
Gottfried Wolters (1910–1989)

- Wolters, Hans Edmund (1915–1991), deutscher Ornithologe
- Wolters, Hans-Georg (1934–2017), deutscher Arzt und ehemaliger Politiker (SPD)
- Wolters, Heinrich, deutscher Chronist und Kanoniker
- Wolters, Henriette (1692–1741), holländische Miniaturenmalerin
- Wolters, Hermann (1910–1974), deutscher Politiker (SPD), MdBB
- Wolters, Jannes (* 1979), niederländischer Fußballspieler
- Wolters, Jens (* 1971), deutscher Journalist, Hörfunkmoderator und Sportreporter
- Wolters, Jörg-Michael (* 1960), deutscher Erziehungswissenschaftler, Begründer der Budopädagogik
- Wolters, Jürgen (1940–2015), deutscher Wirtschaftswissenschaftler
- Wolters, Jürgen (* 1946), deutscher Schauspieler, Synchron- und Hörspielsprecher
- Wolters, Kai (* 1971), deutscher Schauspieler, Regisseur, Disponent und Autor des Rheinischen Landestheaters in Neuss
- Wolters, Kara (* 1975), US-amerikanische Basketballspielerin
- Wolters, Kersten (* 1965), deutscher Leichtathlet
- Wolters, Lara (* 1986), niederländische Politikerin (PvdA), MdEP
- Wolters, Ludwig (1892–1974), deutscher Tierarzt und Bakteriologe
- Wolters, Maxine (* 1999), deutsche Schwimmerin
- Wolters, Olaf (* 1971), deutscher Rechtsanwalt und Lobbyist
- Wolters, Otto (1796–1874), deutscher lutherischer Theologe und Geistlicher
- Wolters, Otto (1938–2020), deutscher Jazz-Pianist
- Wolters, Paul (1858–1936), klassischer Archäologe
- Wolters, Paul (1913–1998), deutscher Architekt
- Wolters, Petra (* 1965), deutsche Sportpädagogin und Hochschullehrerin
- Wolters, Randy (* 1990), niederländischer Fußballspieler
- Wolters, Reinhard (* 1951), deutscher Politiker (CDU), Oberbürgermeister von Bad Homburg vor der Höhe
- Wolters, Reinhard (* 1958), deutscher Althistoriker
- Wolters, Richard (1897–1975), deutscher Politiker (KPD)
- Wolters, Romuald (1888–1973), deutscher Benediktinerabt
- Wolters, Rudolf (1903–1983), deutscher Architekt und StadtplanerRudolf Wolters (1903–1983)
- Wolters, Stephan (* 1967), deutscher Politiker (CDU), MdL
- Wolters, Terry, US-amerikanischer Autorennfahrer
- Wolters, Thomas E. (1932–2004), US-amerikanischer Offizier
- Wolters, Tim (* 1995), deutscher Dartspieler
- Wolters, Tod D. (* 1960), US-amerikanischer General (United States Air Force), Oberbefehlshaber des USEUCOM und Supreme Allied Commander Europe
- Wolters, Volkmar (* 1953), deutscher Biologe und Hochschullehrer
- Wolters, Wilfried (1891–1969), deutscher lutherischer Pastor, Landessuperintendent von Sprengel Celle
- Wolters, Wilhelm (1852–1915), deutscher Schriftsteller
- Wolters, Wilhelm (1855–1918), deutscher Kaufmann und Mäzen
- Wolters, Wolfgang (* 1935), deutscher Kunsthistoriker
- Wolters-Krebs, Leonore (* 1938), deutsche Architektin und Stadtplanerin
- Woltersdorf, Karl Heinrich Theodor (1834–1904), evangelischer Theologe
- Woltersdorf, Lorenz (1651–1712), Jurist und Ratsherr der Hansestadt Lübeck
- Woltersdorff, Arthur (1817–1878), deutscher Jurist und Theaterleiter
- Woltersdorff, Stefan (* 1965), deutscher Schriftsteller und Reiseleiter
- Wolterstorff, Willy (1864–1943), deutscher Herpetologe

### Woltg
- Wöltgens, Thijs (1943–2008), niederländischer Politiker (PvdA)

### Wolti
- Wolting, Monika (* 1972), polnische Literaturwissenschaftlerin und Hochschullehrerin
- Wolting, Stephan (* 1960), deutscher Germanist und Professor in Poznań

### Woltj
- Woltje, Ernst (1898–1965), deutscher Jurist und Politiker (DP), MdB
- Wöltje, Heinz (1902–1968), deutscher Hockeyspieler
- Woltjen, Heidrun (* 1965), deutsche Tischtennisspielerin
- Woltjer, Lodewijk (1930–2019), niederländischer Astronom

### Woltm
- Woltman, George (* 1957), US-amerikanischer Mathematiker
- Woltman, Reinhard (1757–1837), deutscher Wasserbauingenieur
- Woltman, Tider, Geistlicher, Buchbinder und Buchkünstler
- Woltmann, Alfred (1841–1880), deutscher Kunsthistoriker
- Woltmann, Arne (* 1974), deutscher Basketballtrainer, -funktionär und ehemaliger -spieler
- Woltmann, Barbara (* 1957), deutsche Politikerin (CDU), MdB
- Woltmann, Benjamin (* 1990), deutscher Fußballspieler
- Woltmann, Jörg (* 1947), deutscher Bankier und UnternehmerJörg Woltmann (* 1947)

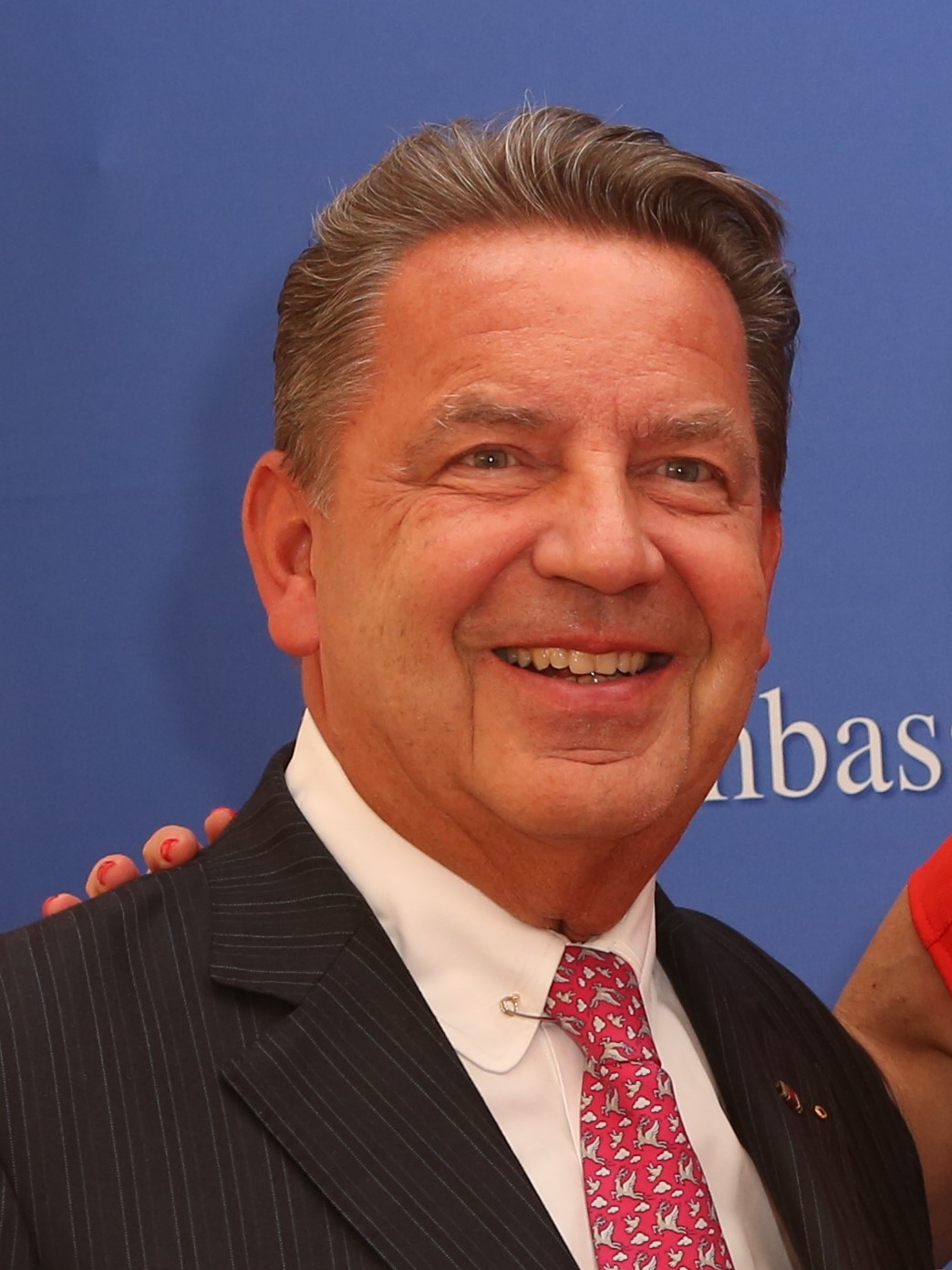
Jörg Woltmann (* 1947)

- Woltmann, Jörg (* 1968), deutscher Fußballspieler
- Woltmann, Karl Ludwig von (1770–1817), deutscher Historiker
- Woltmann, Karoline von (1782–1847), deutsche Schriftstellerin
- Woltmann, Ludwig (1871–1907), deutscher Anthropologe, Zoologe und Neukantianer
- Woltmann, Philip (* 2002), deutscher Eishockeyspieler

### Woltn
- Woltner, Margarete (1897–1985), deutsche Slawistin

### Woltr
- Woltreck, Franz (1800–1847), deutscher Bildhauer
- Woltreck, Friedrich (1804–1831), deutscher Maler
- Woltreich, Anton (1593–1645), deutscher Jurist und Syndicus der Hansestädte Wismar und Rostock
- Woltron, Klaus (* 1945), österreichischer Unternehmer, Publizist
- Woltron, Renate (* 1972), österreichische Regisseurin, Autorin, Dramaturgin, Produzentin und Schauspielerin
- Woltron, Ute (* 1966), österreichische Journalistin und Autorin

### Wolts
- Woltschak, Aleh (* 1967), belarussischer Menschenrechtsanwalt
- Woltschak, Natallja (* 1972), belarussische Ruderin
- Woltschek, Galina Borissowna (1933–2019), russische Schauspielerin und Theaterregisseurin
- Woltschenkow, Alexei Alexejewitsch (1953–2011), sowjetischer Eishockeyspieler
- Woltschenkow, Anton Alexejewitsch (* 1982), russischer Eishockeyspieler
- Woltschkow, Alexander Alexandrowitsch (* 1977), russischer Eishockeyspieler
- Woltschkow, Alexander Fjodorowitsch (1902–1978), sowjetischer Richter bei den Nürnberger Prozessen
- Woltschkow, Alexander Sergejewitsch (* 1952), russischer Eishockeyspieler und -trainer
- Woltschkowa, Wiktorija Jewgenjewna (* 1982), russische Eiskunstläuferin
- Woltschuk, Alexei Wladimirowitsch (* 1976), russischer Biathlet

### Woltt
- Woltter, Johann Anton von (1709–1787), deutscher Arzt und Mitglied der Leopoldina

### Woltz
- Woltz, Alfred (1861–1935), deutscher Architekt
- Woltz, Anna (* 1981), niederländische SchriftstellerinAnna Woltz (* 1981)

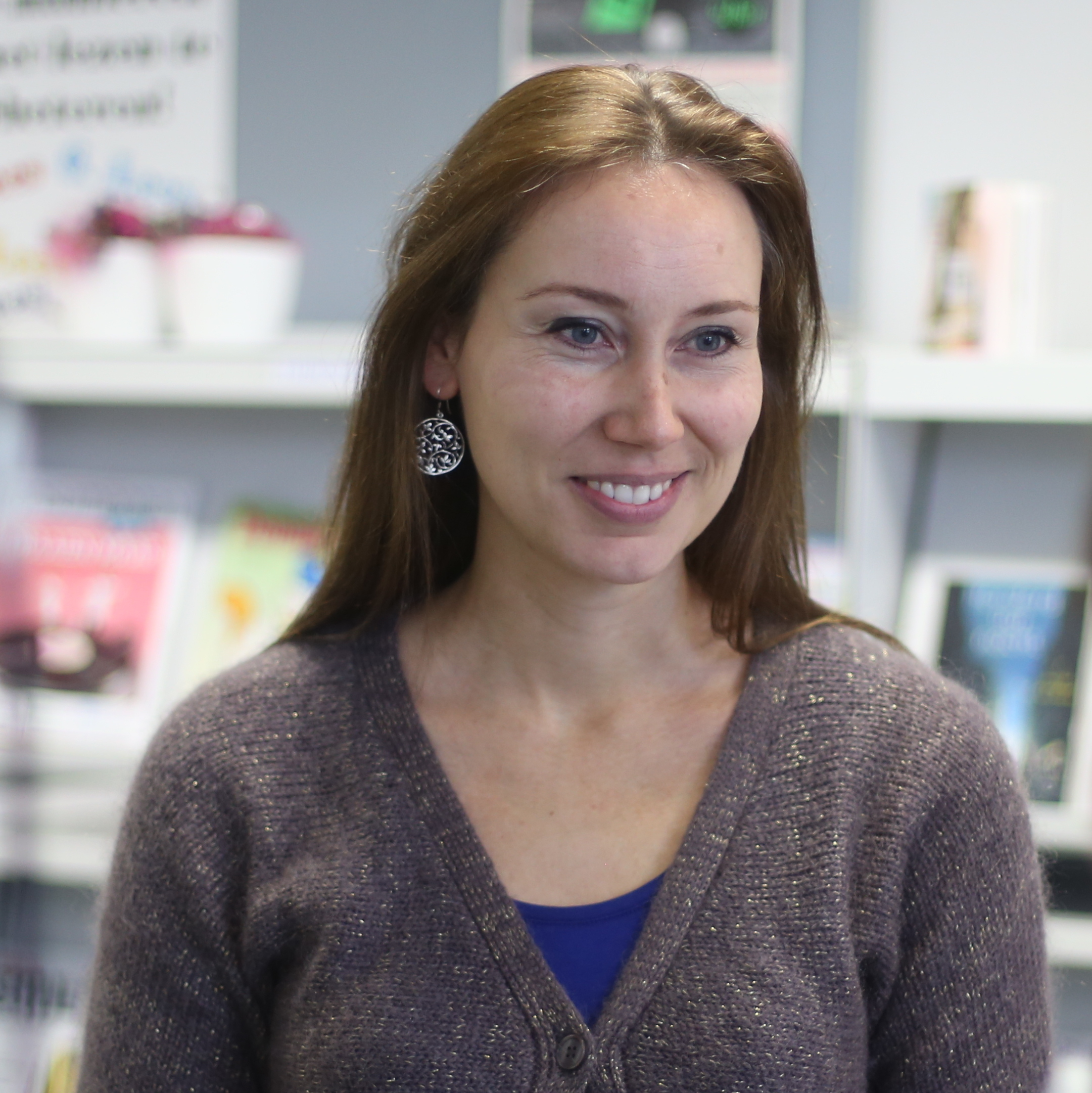
Anna Woltz (* 1981)

- Woltz, Johann († 1618), deutscher Organist
- Woltz, Wout (* 1932), niederländischer Journalist, Chefredakteur und Autor
- Woltze, Berthold (1829–1896), deutscher Illustrator sowie Bildnis- und Genremaler
- Woltze, Peter (1860–1925), deutscher Maler